# Maeckes

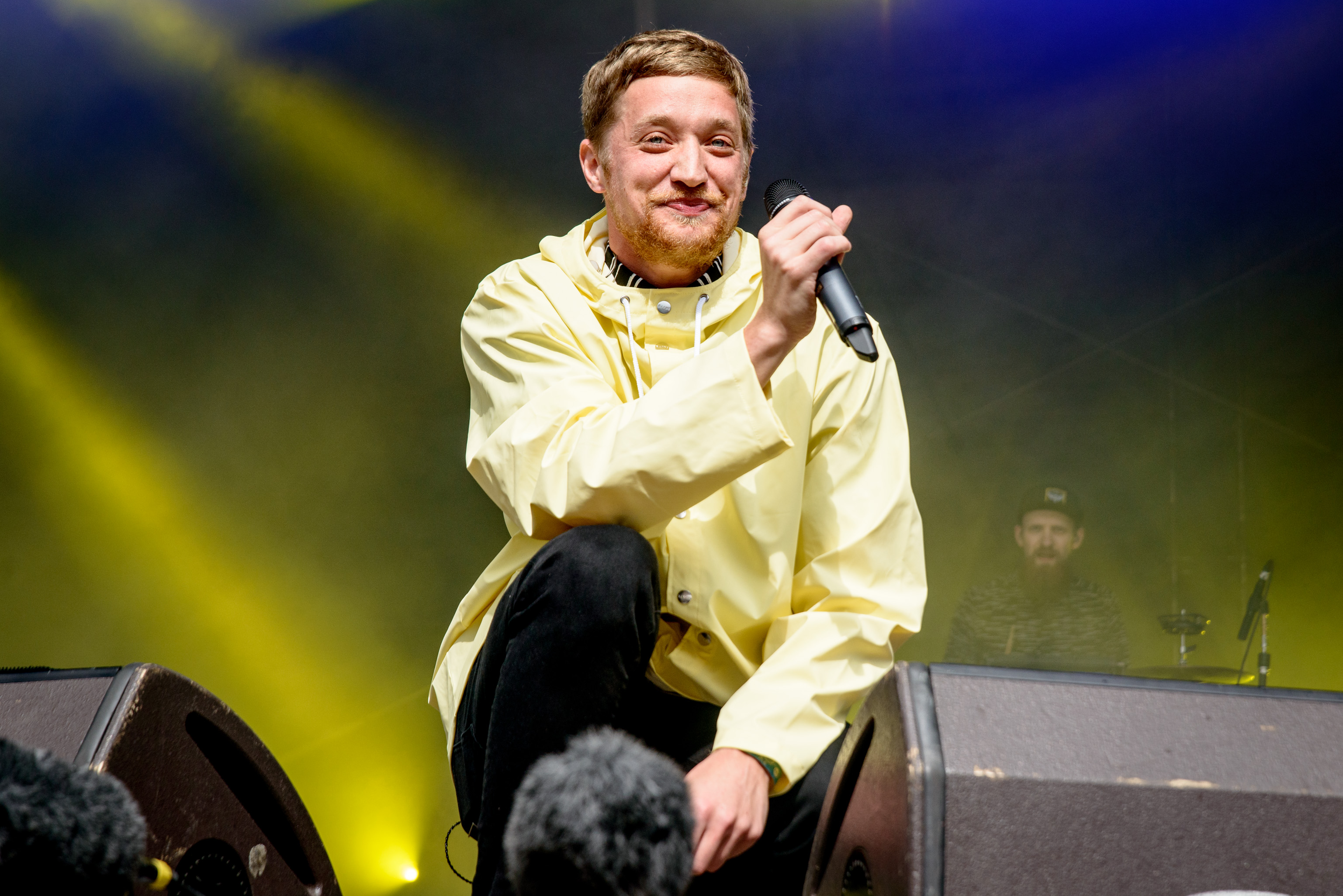
Maeckes Live 2016

Maeckes (* 20. September 1982 bei Stuttgart; bürgerlich Markus Winter) ist ein Rapper und Musikproduzent. Er steht bei dem Stuttgarter Independent-Label Chimperator Productions unter Vertrag. Maeckes ist auch als Mitglied des Duos Maeckes & Plan B sowie als Teil der Gruppe Die Orsons bekannt.

## Biografie
Markus Winter wurde im September 1982 als Sohn österreichischer Eltern bei Stuttgart geboren. Er wuchs in Kornwestheim auf, von wo er im Alter von 19 Jahren wegzog. Als Jugendlicher begann er mit Freestyle-Rap. 2001 konnte Maeckes durch den Sieg gegen Kay One beim „Royal Rumble Freestylebattle“ seine Bekanntheit steigern. Im Rahmen einer Freestyle-Veranstaltung lernte er den Rapper Plan B (heute Bartek) kennen, mit welchem er im Folgenden gemeinsam arbeitete. 2004 moderierten die beiden Musiker das Musik-Festival Hip-Hop Open in Stuttgart. Im selben Jahr erhielten Maeckes und Plan B Künstlerverträge beim Hip-Hop-Label Chimperator Productions.
Am 31. Januar 2005 erschien mit Dayz of the Championz die erste Veröffentlichung von Maeckes & Plan B. Im Anschluss folgte ein Mixtape von Maeckes, das unter dem Titel Der bessere Mateja Kezman Tonträger veröffentlicht wurde. Der Titel bezieht sich auf den serbischen Fußballspieler Mateja Kežman. Im April 2006 bildete Maeckes gemeinsam mit Tim Xtreme, Plan B und Franky Kubrick das „Team Stuttgart“ bei dem von Kool Savas geleiteten Wettbewerb Feuer über Deutschland. 2006 und 2007 übernahmen Maeckes & Plan B die Moderation des Hip-Hop- und Reggaefestivals Splash!. Das Duo veröffentlichte 2006 auch das Mixtape Als waers das Album und 2007 das Album Als waeren wir Freunde. Auf dem Mixtape ist erstmals ein gemeinsames Lied mit den Hip-Hop-Musikern Tua und Kaas zu hören, mit denen Maeckes und Plan B anschließend die Gruppe Die Orsons bildeten. Kurz nach Veröffentlichung von Als waeren wir Freunde veröffentlichte Maeckes über Chimperator Productions das experimentelle „Mash-Up-Mixtape“ als kostenlosen Download. Auf diesem rappt er über Instrumentals von Falco, The White Stripes oder Aphex Twin.
Am 1. Januar 2008 wurde das Album Kunst über Vernunft veröffentlicht. Dieses ist ein persönliches, gemeinsames Projekt von Maeckes und der zur Entstehungszeit bei Four Music unter Vertrag stehenden Sängerin Celina. Die beiden Künstler waren zuvor ein Paar gewesen und verarbeiten auf dem Album ihre gescheiterte Beziehung. 2008 zog Maeckes für ein Jahr aus dem Stuttgarter Umfeld nach Wien. Während dieser Zeit nahm er das Album Null auf. Neben der Musik, arbeitete er auch an Theaterprojekten mit Plan B. Das erste Stück Zimmer 601, das von den beiden Darstellern stilistisch als „Rap-Up-Comedy“ bezeichnet wird, wurde 2008 erstmals in der Ludwigsburger Karlskaserne aufgeführt.
Am 1. Dezember 2009 erschien das Album null gleichzeitig zum kostenlosen Download und in limitierter Auflage mit zusätzlichen Titeln in physischer Form. Die CD konnte nur exklusiv im Online-Shop seines Labels Chimperator erworben werden und war bereits nach vier Tagen ausverkauft. Die Lieder Copy and paste love, Alle mich mögen und Ich muss gehen wurden als Videos umgesetzt. Während die ersten beiden Videos auf Tape.tv ihre Premiere feierten, wurde Ich muss gehen als erstes Video von Maeckes bei MTV Urban ausgestrahlt, wo es direkt Platz eins belegen konnte. Das null-Album diente vor allem als Teaser für die als Maeckes „erstes großes Solo-Album“ angekündigte Veröffentlichung KIDS.

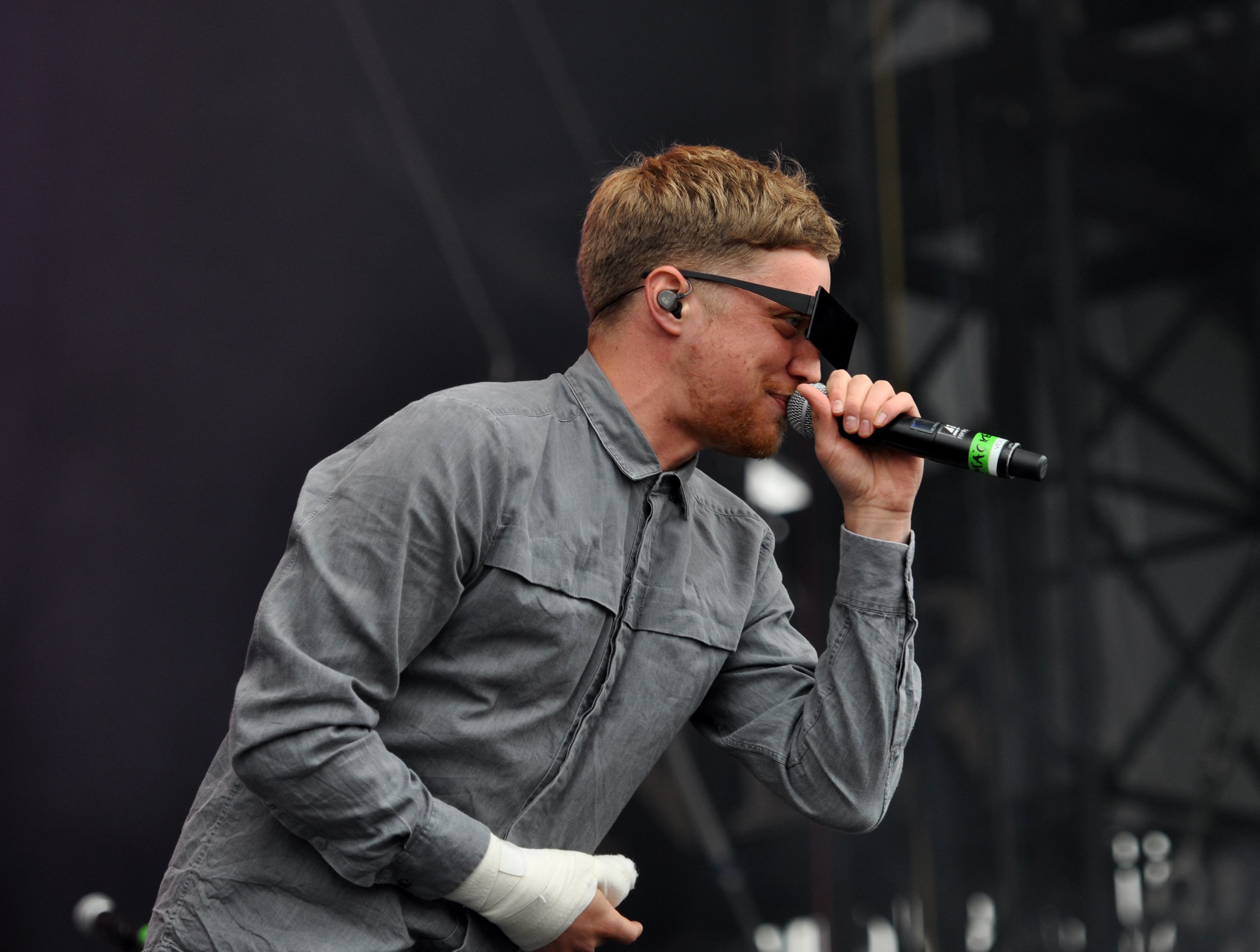
Maeckes bei einem Auftritt mit Die Orsons beim Rock am Ring 2013

KIDS wurde am 26. März 2010 veröffentlicht. Das Album stieg auf Platz 96 der deutschen Album-Charts ein. Anfang März war bereits das Stück Graustufenregenbogen über das Online-Portal schülerVZ veröffentlicht worden. Kurz darauf wurde über die Seite Motor.de der Song Verglast & Zugemauert, eine Hommage an den österreichischen Musiker Falco, ebenfalls kostenlos zum Download angeboten. Während der Vermarktungsphase zum Album KIDS, hatte MTV bereits ein Porträt über Maeckes ausgestrahlt, in dem unter anderem sein künstlerisches Schaffen neben der Musik, wie Malerei oder Theater, beleuchtet wird. In der Veröffentlichungswoche von KIDS feierte das Video zu Graustufenregenbogen seine Premiere in der MTV-Show brand:neu. Das Video wurde von Regisseur Niels Münter, der bereits Videos für Kool Savas und Azad gedreht hatte, umgesetzt und erhielt als erstes Video von Chimperator Productions regelmäßige Rotation bei MTV. Von Anfang März bis Mitte April 2010 absolvierte Maeckes eine Konzert-Tournee unter dem Titel „Null Kids Tour“, bei der der Soul-Sänger Vasee im Vorprogramm auftrat.
2010 wurde außerdem das Album Eins veröffentlicht, das ausschließlich aus Remixen der Songs des Albums Null besteht.
Im Sommer 2011 unterschrieb Maeckes mit seiner Gruppe Die Orsons einen Vertrag bei dem Major-Label Universal. Als Solo-Künstler veröffentlichte er am 11. November 2011 die EP Manx über Chimperator Productions. Zu drei Liedern der EP, Pisse aus Weingläsern, eine Zusammenarbeit mit JAW, Niemandsland, das gemeinsam mit Tua entstanden war, und SLBST wurden Videos gedreht.
Im Frühjahr 2014 erschien das Album Zwei, das Songs und Ideen aus Eins aufgreift und wiederverwertet. Zu jedem Song auf Zwei gibt es eine Vorgängerversion auf Eins. Das einzige Feature auf diesem Album ist Edgar Wasser.
Am 21. Oktober 2016 erschien sein neues Album Tilt. Es beinhaltet zudem die gleichzeitig erschienene Mist EP. Diese besteht aus 14 nicht ganz fertig produzierten Songs, sogenannten Skizzen, die sich in fertiger Form auf dem Album Tilt wiederfinden. Das Album und die dazugehörige EP entstanden in Zusammenarbeit mit dem Produzenten Äh, Dings und dem Singer-Songwriter Tristan Brusch.
Am 23. Juli 2019 kündigte Maeckes eine neue Konzertreihe seiner Gitarrenkonzerte an.
Am 10. Juni 2021 erschien das Album Pool, das für Maeckes die bisher höchste Chartplatzierung, mit Platz 3 der deutschen Albumcharts, als Solokünstler darstellt.
Am 23. Juli 2021 veröffentlichte Maeckes eine Sammlung von Songs mit dem Namen Excl Tape.
Am 26. April 2024 erschien sein gitarren album, welches auf Platz 16 der Charts landete.

## Diskografie

### Alben
| Cover | Titel                               | Jahr | Kommentar                                               |
| ----- | ----------------------------------- | ---- | ------------------------------------------------------- |
|       | Mäc’s Mikrokosmos                   | 2003 |                                                         |
|       | Oase                                | 2004 | EP                                                      |
|       | Der bessere Mateja Kezman Tonträger | 2005 | Mixtape                                                 |
|       | Mash-Up                             | 2007 | Mixtape                                                 |
|       | Kunst über Vernunft                 | 2008 | Album mit Celina                                        |
|       | null                                | 2009 | Kostenlose Veröffentlichung und limitierte Auflage      |
|       | KIDS                                | 2010 | Album                                                   |
|       | Mash Up 2                           | 2010 | Mixtape                                                 |
|       | Eins                                | 2010 | Kostenloses Remix-Album von Null und limitierte Auflage |
|       | Manx                                | 2011 | EP                                                      |
|       | Zwei                                | 2014 | Album                                                   |
|       | Tilt                                | 2016 | Album                                                   |
|       | POOL                                | 2021 | Album                                                   |
|       | Nekomata                            | 2022 | EP                                                      |
|       | gitarren album                      | 2024 | Album                                                   |

### Sonstige
- 2003: Autopilot
- 2009: 30 min 16er
- 2010: Verglast & zugemauert (Gratis-Lied auf Motor.de)
- 2013: Blue Uganda (Marteria, Maeckes, Lady Slyke, Bris Jean, Abramz, Sylvester)
- 2015: Gelb (Gerard, Maeckes) (Lied auf Juice CD No 130)

### Musikvideos
- 2006: Goennt ihr mir das
- 2007:  White Trash  (mit Plan B)
- 2008: Der Beweis 2 (Mammut Remix)
- 2009: Copy and paste love
- 2009: Alle mich mögen
- 2010: Ich muss gehen
- 2010: Graustufenregenbogen
- 2011: Heimweg.avi
- 2011: Pisse aus Weingläsern (mit JAW)
- 2011: Niemandsland (mit Tua)
- 2011: Endlich Reform
- 2011: SLBST
- 2014: Whiskeyglas
- 2014: Per Navi ins Nirvana
- 2014: Herz voller Wespen
- 2014: Olympia Puke (mit Edgar Wasser)
- 2014: Wir trinken das Meer leer
- 2016: Gettin' Jiggy With It
- 2016: Urlaubsfotograf
- 2016: Marie-Byrd-Land
- 2016: Tilt!
- 2021: 1234
- 2021: Stoik & Grandezza
- 2021: Swimmingpoolaugen
- 2021: Calippo Vivaldi
- 2021: Emilia
- 2021: Zu Sensibel
- 2021: Pik
- 2024: dein name
- 2024: die parties der eltern als man noch ein kind war
- 2024: liebesbrief von der f.
- 2024: bucketlist
- 2024: Orangerot
- 2024: oh schönheit, du biest

### Maeckes und Plan B
→ siehe Hauptartikel Maeckes und Plan B

### Die Orsons
→ siehe Hauptartikel Die Orsons